# The Master of Ragnarok & Blesser of Einherjar
The Master of Ragnarok & Blesser of Einherjar (яп. 百錬の覇王と聖約の戦乙女 Хякурэн но Хао: то Сэйяку но Варукюриа, букв. «Уравновешенный верховный король и валькирия договора») — серия ранобэ, написанная японским автором Сэйити Такаямой и иллюстрированная Юкисаном.
На основе ранобэ на сайте Hobby Japan с 2015 года публикуется манга авторства Тяни, а в 2018 году вышел аниме-сериал, снятый студией EMT².

## Сюжет
Юуто Суо — обычный старшеклассник, интересующийся городскими легендами. Чтобы проверить одну из них, он вместе со своей подругой детства Мицуки Симоя приходят в местный храм. Однако когда Юуто использует свой смартфон, чтобы сфотографироваться рядом с божественным зеркалом, он таинственным образом переносится в другой мир. Впрочем, вскоре он выясняет, что это все еще тот же мир, но другое время — на дворе бронзовый век.
В этом месте, называемом Иггдрасиль и во многом напоминающем воплощение скандинавской мифологии, люди сражаются друг с другом за землю. Юуто принимают в клан Волка. Используя знания, полученные им в школе и с помощью смартфона, Юуто обучает клан военной тактике, а в ответ привлекает внимание девушек, известных как эйнхерии.
Став главой своего клана, Юуто старается заключить союзы с соседями, чтобы жить в мире и сосредоточиться на поиске дороги назад в свой мир. Добивается он этого, используя святую чашу, с помощью которой он может заключить священный обет, который будет крепче, чем узы крови.

## Персонажи
Юуто Суо (яп. 周防勇斗 Суо: Юуто) — ученик средней школы, который случайно переместился в мир Иггдрасиля. Там он со временем стал главой клана Волка. Использует свои знания XXI века и копирует тактики известных полководцев, из-за чего зарекомендовал себя как превосходный командир. Хотя сам он считает это всего лишь «читерством».
Сэйю: Кодай Сакаи
Фелиция (яп. フェリシア Фэрисиа) — одна из эйнхерий клана Волка и названная младшая сестра Юуто. В бою использует кнут, а ее руна дает ей суперскорость. Она влюблена в Юуто и старается его соблазнить при любой возможности.
Сэйю: Риэ Суэгара
Сигрюн (яп. ジークルーネ Дзи:куру:нэ) — одна из эйнхерий клана Волка и названная дочь Юуто. В бою использует катану, подаренную Юуто, а ее руна увеличивает ее силу. Она восхищается Юуто и постоянно ищет его похвалы, что со временем приводит к тому, что она влюбляется в него.
Сэйю: Ариса Датэ
Ингрид (яп. イングリット Ингуритто) — одна из эйнхерий клана Волка и названная дочь Юуто. Ее руна позволяет ей использовать навыки мастера-кузнеца. Часто неверно истолковывает смысл слов Юуто, находя в них «намеки» на то, что Юуто хочет заняться с ней сексом.
Сэйю: Маки Кавасэ
Линэя (яп. リネーア Ринэ:я) — глава клана Рога, ставшая названной сестрой Юуто после завоевания ее клана кланом Волка. Она возглавила клан по наследству, что является незаконным в технократическом Иггдрасиле. Считая себя недостойной главой, Линэя предлагает Юуто заключить брак и объединить их кланы.
Сэйю: Канон Такао
Мицуки Симоя (яп. 志百家美月 Симоя Мицуки) — подруга детства Юуто, в которого она давно влюблена. Она может связаться с Юуто, пока он в параллельном мире, используя смартфон.
Сэйю: Ая Утида
Альбертина (яп. アルベルティーナ Арубэрути:на) — одна из принцесс клана Когтя, старшая сестра Христины и названная дочь Юуто. Эйнхерия, владеющая руной, дающей сверхскорость и позволяющей частично скрывать свое присутствие.
Сэйю: Аой Юки
Христина (яп. クリスティーナ Курисути:на) — младшая из принцесс клана Когтя, ставшая названной дочерью Юуто. Она тоже эйнхерия, владеющая руной, позволяющей скрывать свое присутствие и слегка увеличивающей скорость движений.
Сэйю: Аяна Такэтацу

## Медиа

### Ранобэ
Серия ранобэ написана Сэйити Такаяма и проиллюстрирована Юкисаном. Издательство Hobby Japan опубликовала первый роман в августе 2013 года. Цифровой издатель J-Novel Club лицензировал серию для выпуска на английском языке.

#### Страницы
| №  | Японский        | Японский           | Английский      | Английский |
| №  | Дата публикации | ISBN               | Дата публикации | ISBN       |
| -- | --------------- | ------------------ | --------------- | ---------- |
| 1  | 1 августа 2013  | ISBN 9784798606545 | 17 марта, 2018  |            |
| 2  | 1 ноября 2013   | ISBN 9784798607047 | 28 мая, 2018    |            |
| 3  | 1 февраля 2014  | ISBN 9784798607474 | 3 сентября 2018 |            |
| 4  | 1 мая 2014      | ISBN 9784798608129 | 5 ноября 2018   |            |
| 5  | 1 сентября 2014 | ISBN 9784798608716 | 7 января 2019   |            |
| 6  | 1 ноября 2014   | ISBN 9784798609102 | 12 марта 2019   |            |
| 7  | 28 февраля 2015 | ISBN 9784798609560 | —               |            |
| 8  | 1 июля 2015     | ISBN 9784798610436 | —               |            |
| 9  | 1 декабря 2015  | ISBN 9784798611099 | —               |            |
| 10 | 1 марта 2016    | ISBN 9784798611877 | —               |            |
| 11 | 1 июля 2016     | ISBN 9784798612553 | —               |            |
| 12 | 1 ноября 2016   | ISBN 9784798613215 | —               |            |
| 13 | 1 июля 2017     | ISBN 9784798614762 | —               |            |
| 14 | 1 ноября 2017   | ISBN 9784798615622 | —               |            |
| 15 | 31 марта 2018   | ISBN 9784798616742 | —               |            |

### Манга
Адаптация манги от Тяни издаётся на веб-сайте Hobby Japan с 2015 года.
| № | Дата публикации | ISBN                |
| - | --------------- | ------------------- |
| 1 | 27 октября 2015 | ISBN 978-4798611044 |
| 2 | 27 июля 2016    | ISBN 978-4798612607 |
| 3 | 27 июня 2017    | ISBN 978-4798614540 |
| 4 | 27 июня 2018    | ISBN 978-4798617176 |

### Аниме
Адаптация ранобэ в виде аниме была анонсирована в апреле 2018 года. Премьерный показ прошел с 8 июля по 23 сентября 2018 года на каналах Tokyo MX и BS11. Режиссёром выступил Косукэ Кобаяси, сценаристом — Нацуко Такахаси, а производством занялась студия EMT Squared. Ая Утида исполнила начальную песню Bright way, а petit milady — завершающую Sekaijū ga Koi o Suru Yoru (яп. 世界中が恋をする夜).

## Критика
Критики хвалят сюжет за то, что герой с умом использует поиск своего смартфона, изучая исторически соответствующие вещи, например, как обработать зерно или как выстроить фалангу.
Произведение является типичным гаремником. Ребекка Сильвермен отмечает, что в этот раз гарем может заставить зрителя чувствовать себя некомфортно, так как все девушки оказываются связаны с героем обетом, устанавливающим «семейные» узы, и обращаются к Юуто как «старший брат» или «отец». Аниме повторяет уже не раз встречавшиеся сюжетные идеи — история о попаданце с гаремом не нова. Завязка сюжета об использовании смартфона уже встречалась в In Another World With My Smartphone, а использование знаний из будущего о военной тактике — в The Ambition of Oda Nobuna. В общем же, The Master of Ragnarok & Blesser of Einherjar не дотягивает до выполненного в том же жанре How NOT to Summon a Demon Lord.